# Gheorghe Nacov

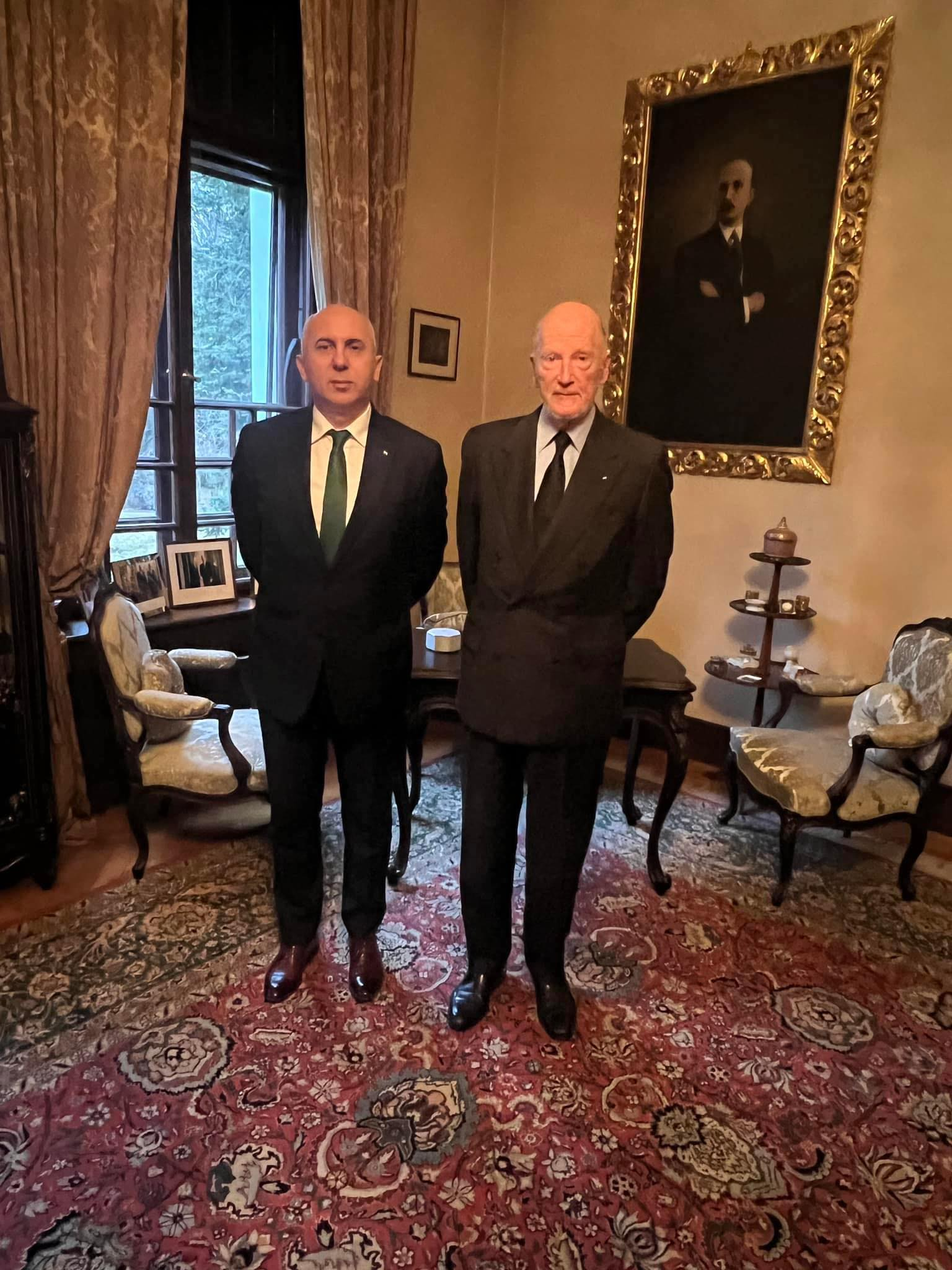
Gheorghe Nacov alături de Majestatea Sa Simeon de Saxa-Coburg-Gotha

Gheorghe Nacov (n. 11 aprilie 1972, Sânnicolau Mare, Timiș, Republica Socialistă România) este un politician român etnic bulgar bănățean, în prezent membru al Camerei Deputaților din România.

## Biografie
Este absolvent al Facultății de Drept din cadrul Universității „Sf. Clement din Ohrida” din Sofia, Bulgaria, promoția 1996.
Din anul 2004 a deținut funcția de primar al comunei Dudeștii Vechi, România, pe o perioada de trei mandate până în 2016. În 2011 a fost numit de guvernul Republicii Bulgaria în funcția de consul onorific al Bulgariei la Timișoara.
În anul 2020 a fost ales în funcția de deputat din partea Uniunii Bulgare din Banat-Romania.
Este realizatorul stadionului din comuna Dudeștii Vechi care poartă numele fotbalistului bulgar Hristo Stoicikov, câștigător al Balonului de Aur în 1994.